# Добромислов Аполлон Миколайович
Добромислов Аполлон Миколайович (02.02. 1919. м. Семипалатинськ, Казахстан — 16.07.2004 м. Санкт-Петербург) — офтальмолог, професор.

## Біографія
Добромислов А. М. народився 2 лютого 1919 року в м. Москві. Батьки його не мали відношення до медицини. Батько працював бухгалтером, мати — оптиком. І син навіть подумував поступати в ЛІТМО — Ленінградський інститут точної механіки і оптики. Закінчивши середню школу з «золотим атестатом» (аналог золотої медалі), Аполлон Миколайович поїхав в Москву і, за правилами того часу, без іспитів був зарахований до Першого медичного інституту.
У липні 1941 року, після закінчення четвертого курсу, його призвали до діючої армії, де він пройшов шлях від молодшого лікаря санітарної роти до начальника медичної частини евакогоспиталю за профілем «голова». У госпіталі проходили етапне лікування поранені з поразками голови. Це були різної міри травми, у тому числі опікові, щелепно-лицьової області, лор-органів і очей. У госпіталі у Аполлона Миколайовича з'явилася мрія стати оториноларингологом. Після війни він повернувся до навчання на п'ятий курс Після закінчення школи поступив в 1-й Московський медичний інститут. Коли почалася Велика Вітчизняна війна, студент-п'ятикурсник А. Н. Добромислов був направлений на фронт, де працював офтальмологом у військовому госпіталі. Після війни він повернувся у свій інститут, який закінчив в 1947 р.
Потім навчався в ординатурі і аспірантурі у професора А. Я. Самойлова, учня професора В. П. Одинцова. У 1951 році сім'я Добромислових переїхала в м. Кишинів, тому що виникла проблема з житлом в Москві. Кафедрою хвороб очей Кишинівського медичного інституту у той час керував професор Іван Миколайович Курлов, талановитий організатор, фахівець з пластичної хірургії очей. У 1959 році Аполлон Миколайович з сім'єю був направлений на роботу в Демократичну Республіку В'єтнам. У той час ця країна переживала тяжкі наслідки колоніального минулого. У 1960 р. лікарів-в'єтнамців налічувалося вже 17. Аполлон Миколайович Добромислов не лише допомагав ліквідовувати вогнища трахоми, але і багато що зробив для організації лікування хворих глаукомою.
Завдяки допомозі Добромислова у В'єтнамі був відкритий перший і єдиний у той час антиглаукоматозний диспансер, де місцеві фахівці освоїли нові методи діагностики — добову тонометрію, еластотонометрію. Незабаром він пройшов за конкурсом на посаду керівника кафедрою хвороб очей Ленінградського санітарно-гігієнічного медичного інституту(ЛСГМИ, нині — Північно-західний державний медичний університет ім. И. И. Мечникова). Очолюючи кафедру з 1965 по 1990 рр., А. Н. Добромислов підняв її роботу на високий науковий і практичний рівень. Він був членом правління Всесоюзного і Всеросійського суспільств офтальмологів, головним позаштатним офтальмологом Ленінграда.

## Науковий доробок
Він є автором відповідного розділу в «Багатотомному керівництві по хворобах» (1962 р.) очей і монографії «косоокість(1965 р.) Співдружності». Пізніше Апполон Миколайович займався проблемою глаукоми, професійними захворюваннями. Аполлон Миколайович Добромыслов очолював кафедру хвороб очей Ленінградського санітарно-гігієнічного медичного інституту після П. Е. Тихомирова, з 1965 по 1990 рр. Під його керівництвом кафедра продовжила усебічне вивчення проблеми глаукоми. Проводилися експериментальні і клінічні дослідження. Були виконані дисертації М. А. Квасової, В. Н. Алексєєва, М. А. Куглєєва, Н. Б. Паніної і інших. Велика увага співробітниками кафедри приділялася організації профоглядів на підприємствах і установах міста, активно впроваджувався диспансерний метод роботи з глаукомними хворими в поліклініках. Співробітники кафедри займалися вивченням впливу на орган зору шкідливих професій, вели профілактичну роботу, виконували дослідження по дистрофічних захворюваннях очей. Упродовж двадцяти років А. Н. Добромислов обіймав посаду головного офтальмолога Ленінграда(1965—1985 рр.) З 1991 року був професором кафедри хвороб очей ЛСГМИ. З 1993 р. А. Н. Добромислов — професор-консультант Санкт-Петербурзької філії МНТК «Мікрохірургія ока». Під керівництвом професора А. Н. Добромислова захищені 23 кандидатські і 2 докторські дисертації, видані 2 монографії, опубліковані більше 200 наукових робіт. Дисертації цих дослідників присвячені глаукомі. Можна сміливо сказати, що професор А. Н. Добромыслов створив самобутню офтальмологічну школу. А. Н. Добромыслов був автором підручника «Офтальмологія». Коло інтересів Аполлона Миколайовича було широке. Він дуже любив музику, мав абсолютний слух, з дитинства навчався грі на фортепіано і прекрасно володів цим інструментом. У студентські роки Аполлон Миколайович навіть підробляв в якості акомпаніатора. Збереглися його фронтові фотографії, на яких він, молодий офіцер, грає на піаніно і акордеоні. За участь у Великій Вітчизняній війні А. Н. Добромыслов був нагороджений орденами і медалями, серед них: орден Червоної Зірки, два ордени Вітчизняної війни II міри, медаль «За бойові заслуги». А. Н. Добромыслов — автор більше 200 наукових робіт.

## Родина
Дружина — Добромислова Ольга Петрівна (28.06. 1925, м. Ромни Сумська область — 08. 04. 1989, м.Санкт-Петербург, Росія) — фізіолог, доктор медичних наук, професор.
Дочка — Наталія Аполлонівна Добромислова, кандидат медичних наук, лікар-рентгенолог.